# Josef Svensson (friidrottare)
Sven Josef Einar Svensson, född den 10 januari 1899 i Eksjö, död den 21 oktober 1944 i Borås, var en svensk friidrottare (tresteg) och typograf. 
Svensson vann SM-guld i tresteg åren 1928 till 1930. Han tävlade inhemskt för IF Elfsborg.